# Thiratoscirtus patagonicus
Thiratoscirtus patagonicus är en spindelart som beskrevs av Simon 1886. Thiratoscirtus patagonicus ingår i släktet Thiratoscirtus och familjen hoppspindlar. Inga underarter finns listade i Catalogue of Life.